# Décès en août 2003
Décès
- 1999
- 2000
- 2001
- 2002
- 2003
- 2004
- 2005
- 2006
- 2007

Pour une information complémentaire, voir la page d'aide.

| Date     | Nom                                  | Activités                                                                       | Âge     | Source |
| -------- | ------------------------------------ | ------------------------------------------------------------------------------- | ------- | ------ |
| 1er août | Guy Thys                             | Footballeur international belge devenu entraîneur et sélectionneur de son pays. | 80      |        |
| 1er août | Marie Trintignant                    | actrice française                                                               | 41      |        |
| 2 août   | Don Estelle (en)                     | acteur britannique                                                              | 70      |        |
| 4 août   | Pierre Claveau                       | comédien québécois                                                              | 52      |        |
| 4 août   | Enric Torra                          | pianiste et compositeur espagnol                                                | 93      | (es)   |
| 5 août   | Maurice Mollin                       | coureur cycliste belge                                                          | 79      |        |
| 8 août   | Alice Saunier-Seïté                  | universitaire et femme politique française                                      | 78      |        |
| 8 août   | Falaba Issa Traoré                   | écrivain, comédien, réalisateur et dramaturge malien                            | inconnu |        |
| 9 août   | Gregory Hines                        | acteur et danseur de claquettes américain                                       | 57      |        |
| 10 août  | Idi Amin Dada                        | dictateur ougandais                                                             | inconnu |        |
| 10 août  | Jacques Deray                        | réalisateur français                                                            | 74      |        |
| 11 août  | Herb Brooks                          | joueur de hockey sur glace américain                                            | 66      |        |
| 11 août  | Jean Courteaux                       | Footballeur français                                                            | 76      |        |
| 13 août  | Lothar Emmerich                      | Footballeur international ouest-allemand.                                       | 61      |        |
| 14 août  | Helmut Rahn                          | Footballeur international ouest-allemand.                                       | 73      | (de)   |
| 19 août  | Gabriel Dormois                      | Entraîneur de football français.                                                | 87      |        |
| 20 août  | Andrew Ray                           | acteur anglais                                                                  | 64      | (en)   |
| 21 août  | Wesley Willis                        | musicien américain                                                              | 40      |        |
| 22 août  | Piéral                               | comédien français                                                               | 79      |        |
| 23 août  | Hy Anzell                            | acteur américain                                                                | 79      |        |
| 24 août  | Robert C. Bruce                      | acteur américain                                                                | 88      |        |
| 26 août  | Francis Salles                       | peintre français                                                                | 77      |        |
| 27 août  | Peter-Paul Pigmans dit 3 Steps Ahead | musicien néerlandais                                                            | 42      |        |
| 27 août  | Pierre Poujade                       | homme politique français                                                        | 82      |        |
| 29 août  | Michel Constantin                    | acteur français                                                                 | 79      |        |
| 29 août  | Vladimir Vasicek                     | peintre tchécoslovaque puis tchèque                                             | 83      | (en)   |
| 30 août  | Charles Bronson                      | acteur américain                                                                | 81      |        |
| 31 août  | Pierre Cahuzac                       | Footballeur international français devenu entraîneur.                           | 76      |        |
| 31 août  | Véra Cardot                          | peintre, photographe et plasticienne française d'origine hongroise              | 83      |        |
| 31 août  | Pavel Tigrid                         | écrivain, journaliste et militant politique tchèque                             | 85      |        |